# 아이오후타지마촌
아이오후타지마촌(秋穂二島村)은 야마구치현 요시키군에 존재했던 촌이다. 

## 역사
- 1889년 4월 1일 - 정촌제 시행에 의해 근세이후의 요시키군 아이오후타지마촌이 단독으로 자치단체를 형성하였다.
- 1944년 4월 1일 - 구 야마구치시, 오토시촌, 아이오후타지마촌, 나타지마촌, 스에촌, 오고리정, 가가와촌, 아지스정, 사야마촌과 합병해, 새로운 야마구치시가 성립, 동일 히라카와촌은 폐지되었다.

## 교통

### 철도
구촌 지역에는 철도가 다니지 않으며, 가장 가까운 역은 JR 산요본선 요쓰지역이다.

### 도로
국도는 지나지 않지만 주요 지방도로 아지스정, 아키호정과 연결되어 있다.
현도
- 야마구치 현도 제25호선
- 야마구치 현도 제61호선
- 야마구치 현도 제194호선
- 야마구치 현도 제338호선